# Nave (arquitectura)

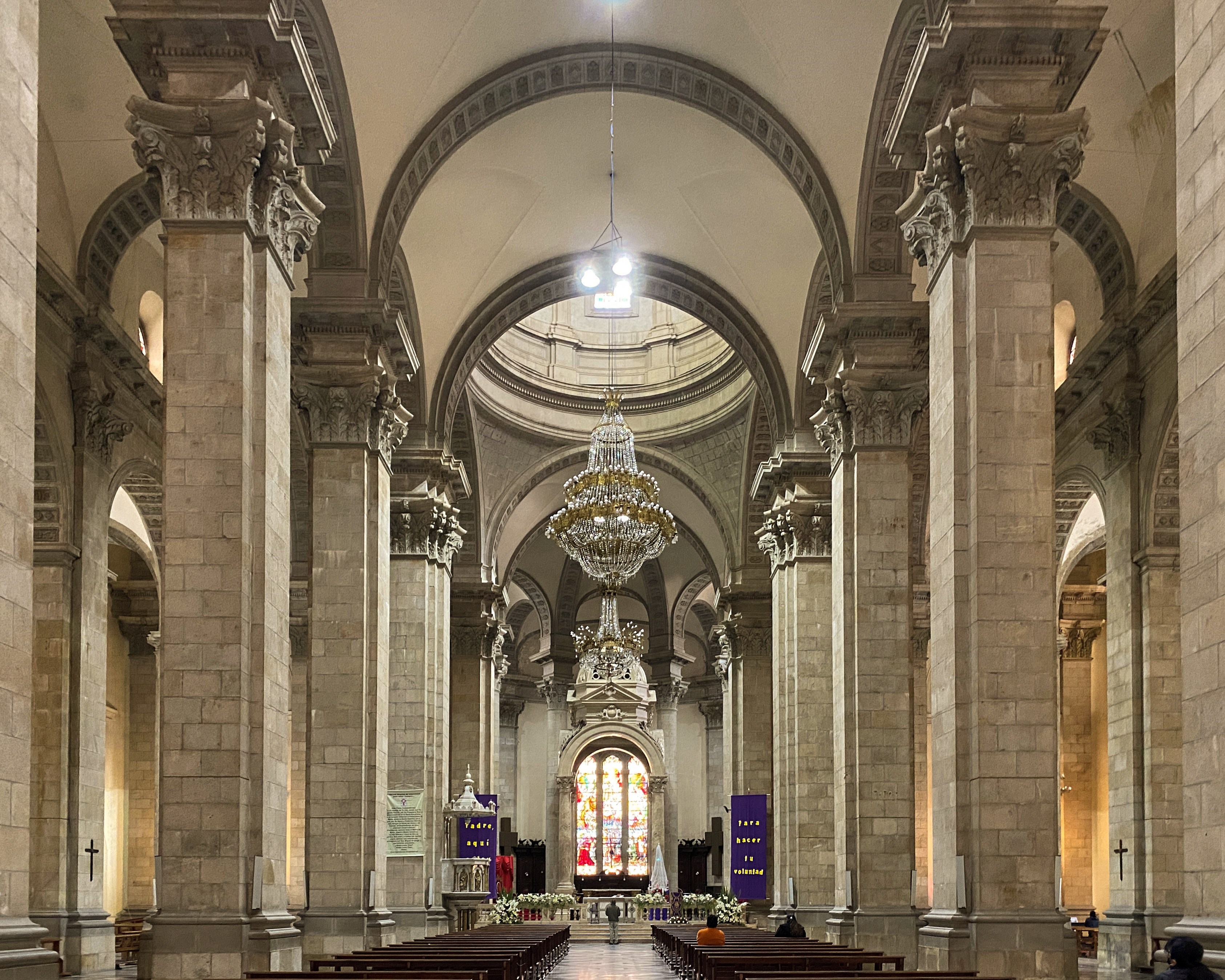
Nave central de la Catedral Basílica de Nuestra Señora de La Paz

El término nave (del latín navis ‘barco’ o del griego antiguo ναός "naós", "templo, naos") en arquitectura, denomina al espacio comprendido entre dos muros o filas de columnas (arcadas).

## Características
Este término suele utilizarse habitualmente al referirse a cada uno de los espacios que hay entre muros, filas de arcadas o columnas  que se extienden a lo largo de los templos u otros edificios importantes. La nave principal es la que ocupa el centro del templo desde la puerta de ingreso hasta el crucero o el presbiterio, generalmente con mayor elevación y más anchura que las laterales paralelas a ella.
Dependiendo de la distribución de las naves en el interior de la iglesia, existen dos tipos principales de planta en las iglesias cristianas: la planta cruciforme (una nave principal cruzada por otra transversal o transepto) y la planta basilical (una, tres o cinco naves paralelas que conforman una estructura rectangular y terminan en presbiterios).

## Elementos

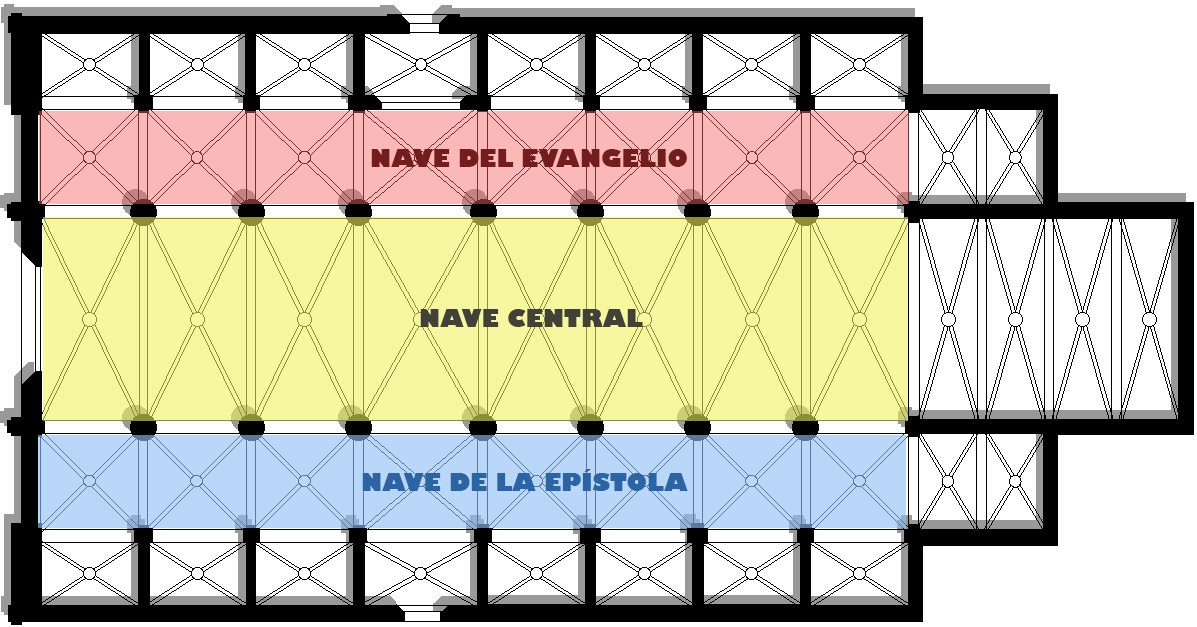
Planta de la catedral de Palma de Mallorca, donde se señalan las naves del evangelio, central y de la epístola.

### Cabecera y pies
En el lenguaje utilizado por la arqueología y la historia del arte en relación con los templos cristianos se distingue entre cabecera y pies, utilizando como elemento de referencia el altar. Se denomina cabecera el área de la nave más próxima al altar, mientras que se denomina pies a la parte de la nave más alejada de altar.

### Evangelio y epístola
De acuerdo con la liturgia cristiana occidental se distinguen dos parte dentro del templo: el lado del evangelio y el lado de la epístola. Los nombre proceden de la parte de presbiterio en el que se procedía a la correspondientes lecturas durante la misa hasta la reforma litúrgica del concilio Vaticano II. En la tradición cristiana el lado de la epístola se suele ubicar al sur del edificio. De acuerdo con esta distribución, la nave del evangelio es aquella que colocados de cara al altar mayor, se encuentra a la izquierda de la nave central, mientras que la nave de la epístola es la que se encuentra a la derecha.